# Sixto Peralta
Sixto Raimundo Peralta Salso (* 16. April 1979 in Comodoro Rivadavia) ist ein ehemaliger argentinischer Fußballspieler mit italienischen Wurzeln. Er bestritt insgesamt 454 Spiele in der argentinischen Primera División, der englischen Premier League, der mexikanischen Liga MX, der rumänischen Liga 1 und der chilenischen Primera División. In den Jahren 2008, 2010 und 2012 gewann er mit CFR Cluj die rumänische Meisterschaft.

## Karriere

### Verein
Peralta begann seine Karriere in der Jugendabteilung von CA Huracán. 2000 wechselte er für 4,5 Mio. Euro zu Inter Mailand in die italienische Serie A. Da er sich bei Inter nicht durchsetzen konnte, wurde er im Januar 2001 an den FC Turin verliehen. 2001 wurde er von Intern an Ipswich Town verliehen und schoss in 22 Spielen 3 Tore. Peralta kehrte 2002 zurück zu Racing Club, die für ihn eine Ablösesumme von 2 Mio. Euro zahlten. Im Januar 2008 wechselte Peralta für 800.000 Euro in die rumänische Liga 1 zu CFR Cluj. Am 23. Februar 2008 gab er sein Debüt in der Liga 1, als er beim 4:1-Sieg gegen FC Universitatea Craiova für António Semedo in der 84. Spielminute eingewechselt wurde. Mit Cluj gewann er drei Meisterschaften und konnte dreimal den rumänischen Pokal gewinnen. Nach viereinhalb erfolgreichen Jahren verließ er Europa im Sommer 2012 und schloss sich dem chilenischen Team CD Universidad Católica an. Mit seinem neuen Klub beendete er die Saison 2013 als Vizemeister Unión Española. Anschließend wechselte er zu Aufsteiger CD Universidad de Concepción. Dort beendete er Ende 2014 seine Laufbahn.

### Nationalmannschaft
Peralta nahm für Argentinien an der Junioren-Fußballweltmeisterschaft 1999 teil, bei dem er mit seinem Team im Achtelfinale gegen Mexiko ausschied. Zuvor gehörte er auch bei der U-20-Fußball-Südamerikameisterschaft 1999 zum Aufgebot, die für Argentinien mit dem Titelgewinn endete.

## Erfolge/Titel
- Rumänischer Meister (3): 2007/08, 2009/10, 2011/12
- Rumänischer Pokalsieger (3): 2007/08, 2008/09, 2009/10
- U-20-Südamerikameister: 1999